# Indocnemis
Indocnemis – rodzaj ważek z rodziny pióronogowatych (Platycnemididae).

## Podział systematyczny
Do rodzaju zaliczane są następujące gatunki:
- Indocnemis ambigua (Asahina, 1997)
- Indocnemis marijanmatoki Phan, 2018
- Indocnemis orang (Förster in Laidlaw, 1907)